# スキージヤーナル
スキージヤーナル株式会社は、かつて「スキージャーナル」などを出版していた日本の出版社。

## 概要
1984年4月に株式会社スキージヤーナルの事業多角化の一環として設立。同時に、「スキージャーナル」「剣道日本」などの出版事業を継承し、株式会社スキージヤーナルはスキー場開発・経営などに専念することになった。
「スキージャーナル」「剣道日本」の他にも、約100点のスポーツ関連の実用書や全日本スキー連盟著作の教本、DVDなどを発売し、2004年5月期には約11億2300万円の売り上げを記録した。しかし、スキー・剣道の人気が低下したのに加えて、近年の出版不況によって業績が低迷し、2012年5月期に債務超過へ転落した。栗田出版販売と太洋社の出版取次2社の経営破綻も財務状況悪化に拍車をかける形となり、2社に対する焦付きも発生した。
2016年5月期から2期連続の最終赤字となり、金融機関から借入金の元本返済猶予を受けるなどして経営を続けてきたが、賃金の未払いが続き、2017年5月期の売り上げは約4億円に低下した。こうした状況下、社長は「事業を継続する」「第二会社方式で再建を目指す」と公言していたが、2017年12月初旬には債権譲渡登記がなされる事態となり、同年12月8日に資金ショートが発生。同年12月11日には弁護士が「債務整理の任にあたる」と声明を出したと同時に、倒産説が広まることになった。ある取引先は「社長はろくに出社せず、金策は他人任せ。会社自体が空中分解していた」とコメントした。2017年12月29日に「スキージャーナル」と「剣道日本」の休刊を発表して事業を停止したと同時に、全従業員を解雇した。
会社側による債務整理が行われず、会社の資産が散逸する事を防止するため、2018年1月9日にスキージヤーナルの元従業員21人が東京地方裁判所に破産申立を行い、当日受理され、2018年1月30日に東京地方裁判所から破産手続開始決定を受けた。
スキージヤーナル株式会社自体は、2018年10月5日に法人格が消滅した。

## 発行していた雑誌
- スキージャーナル
- 剣道日本
- テニスジャーナル - 2010年8月に休刊[6]。